# Bernadette Malgorn
Bernadette Malgorn, née le 19 juin 1951 à Nantes, est une haute fonctionnaire et femme politique française.
Première femme nommée préfète de région et première femme secrétaire générale du ministère de l'Intérieur, elle est par ailleurs magistrate à la Cour des comptes de 2009 à 2019. Conseillère régionale de Bretagne de 2010 à 2015, deux fois tête de liste de la droite aux élections municipales, elle est depuis 2014 conseillère municipale de Brest et conseillère communautaire de Brest Métropole.

## Biographie

### Formation
Bernadette Malgorn est née à Nantes dans une famille originaire du Finistère.
Licenciée en sciences économiques en 1971 de l'université de Rennes I, diplômée d’une maîtrise d’histoire–géographie en 1972 de l'université de Rennes II Haute Bretagne à Rennes, son mémoire de fin d'étude porte sur « La Population d'Ouessant au XVIIIe siècle : étude démographique » et est dirigé par François Lebrun. Bernadette Malgorn intègre ensuite l'École nationale d'administration (ENA) en 1973 (promotion « Léon Blum ») et en sort diplômée en 1975.

### Début de carrière
Bernadette Malgorn commence la carrière préfectorale en tant que directrice de cabinet de Préfet, respectivement de Saône-et-Loire, de Val-de-Marne et de la région Bretagne.
Elle rejoint ensuite en 1980 la Cour des Comptes des Communautés Européennes qui venait d'être créée peu avant en octobre 1977 et elle y travaille en tant que chef de cabinet auprès de Pierre Lelong qui en devient président en 1981.
En 1982, elle est nommée au poste de secrétaire générale pour les affaires régionales de Lorraine, région faisant face à d'importantes mutations industrielles. Elle accompagne ces mutations en préparant et mettant en œuvre, avec Jacques Chérèque, le plan acier Fabius pour la Lorraine. Ce plan prévoyait la suppression de 30 000 emplois en trois ans. Elle élabore également des programmes de formation et de reconversion dans la sidérurgie, les charbonnages, le textile et autres industries de main-d’œuvre, et participe à la création du Pôle Européen de Développement de Longwy, expérience pilote de coopération transfrontalière.
En 1986, elle est appelée auprès de Philippe Séguin, ministre des affaires sociales et de l’emploi, en qualité de directrice adjointe de cabinet. Elle prépare de nombreux projets de loi, à l'instar de celui sur la réforme de l'apprentissage ou de celui sur l’emploi des travailleurs handicapés (Loi no 87-572 du 23 juillet 1987 relative à l'apprentissage.). Elle accompagne les négociations Unédic (union nationale interprofessionnelle pour l'emploi dans l'industrie et le commerce) de 1987 et s’implique dans les États généraux de la Sécurité sociale. Elle contribue à la réforme de l'Agence nationale pour l'emploi (ANPE) et de l'Association pour la formation professionnelle des adultes (AFPA).
En 1988, elle devient sous-préfet de Dieppe, première femme sous-préfète en région Normandie et en 1990 secrétaire-générale de la préfecture de la Moselle.
Nommée préfète en 1991, elle sert en Tarn-et-Garonne, jusqu'à ce que Philippe Séguin, élu Président de l'Assemblée nationale, l’appelle à diriger son Cabinet du Président de l'Assemblée nationale et du Congrès en 1993.

## Carrière administrative

### Préfète de région
Première femme préfète de région et de zone de défense et de sécurité , et plus jeune à être nommée préfet de région,elle retrouve la Lorraine de 1996 à 2002 en tant que préfète de la Moselle. Elle coordonne des dossiers de premier plan tels que le TGV Est et la gestion de l’eau dans le Bassin Rhin-Meuse. Elle agit pour l’aménagement du territoire lorrain notamment en faveur de transports multimodaux afin de soutenir la position géographique centrale de la Lorraine en Europe. Elle promeut le projet de Pôle Métropolitain Européen du Sillon Lorrain.
En juillet 2002, Bernadette Malgorn revient en Bretagne en tant que préfète d'Ille-et-Vilaine. Elle élabore le projet d'action stratégique de l'État en région (PASER) qui fixe les grandes priorités d’action pour la Bretagne. C’est ainsi qu’elle coordonne le projet de TGV Bretagne Atlantique et œuvre en faveur de la reconquête de la qualité de l'eau et de la mise en valeur de la mer. Elle mène également une politique de prévention des risques menaçant la région: risques naturels, maritimes, de santé publique et économiques. Elle accompagne les mutations du tissu industriel et la formation de pôles de Compétitivité,, particulièrement dans le domaine des télécommunications, de l'agroalimentaire et des industries de défense. Elle prend l’initiative d’un observatoire régional de la parité.
Elle fait l'objet de critiques sur sa gestion du maintien de l'ordre du centre-ville rennais : elle est accusée par le maire de Rennes de l'époque, Edmond Hervé, d'avoir une politique « très sécuritaire, voire provocatrice » et d'être la cause d'affrontements à la suite de sa décision d'interdire la rave party en marge du festival des transmusicales en 2005. À la suite du refus du maire de Rennes d'organiser sur sa commune le Off des transmusicales, la préfète avait en 2002 réquisitionné, pour des questions d'ordre public, des terres agricoles dans une commune située à Marcillé-Raoul, près de Rennes, terrain peu adapté en hiver pour ce genre de manifestation. À la suite de la tenue de cette rave party, l'article L2215-1 du code général des collectivités territoriales est venu préciser un cadre réglementaire pour ces manifestations festives.

### Secrétaire générale du ministère de l'Intérieur
À partir de 2006, succédant à Daniel Canepa, Bernadette Malgorn est la première femme secrétaire générale du ministère de l’Intérieur et de l’aménagement du territoire auprès de successivement Nicolas Sarkozy, François Baroin et Michèle Alliot-Marie. Elle occupe ce poste pendant trois ans au cours desquels elle est rapporteur de la Révision générale des politiques publiques (RGPP) pour l'administration territoriale de l'État et participe à la commission du Livre blanc sur la défense et la sécurité nationale.
Comme elle l'a fait en Bretagne, elle installe en mars 2007 un observatoire de la diversité et de la parité au ministère de l'Intérieur. Dans ses différentes fonctions, elle s’est engagée activement pour l’égalité femmes-hommes et pour la mise en œuvre effective de la parité. Elle est nommée, en outre, en 2008 haut fonctionnaire de défense de ce même ministère, renommé entre-temps ministère de l'intérieur, de l'outre-mer et des collectivités territoriales.
Elle a également participé à la mise en place du Pôle emploi en 2008.

### Magistrate à la Cour des comptes
De 2009 à mars 2019, elle est magistrate à la Cour des comptes, où elle se retrouve avec Philippe Séguin, premier président de la Cour des Comptes. Depuis 20 mai 2009 elle est membre titulaire du Conseil supérieur de la fonction publique de l'État, pour la Cour des Comptes.
Bernadette Malgorn a pris le temps, simultanément à l’exercice de ses fonctions, d’accomplir d’autres missions à titre bénévole : Elle préside de 2004 à 2014 l’Observatoire national des zones urbaines sensibles (ONZUS) chargé d’évaluer l’évolution des quartiers de la politique de la ville, elle siège au Conseil d'orientation pour l'emploi (COE) comme personnalité qualifiée et siège également entre 2012 et 2015 au Conseil national des activités privées de sécurité (CNAPS) comme personnalité qualifiée.

## Carrière politique

### Élue régionale et locale
Élue régionale et locale depuis 2010, Bernadette Malgorn s’engage sur les grands dossiers d’aménagement du territoire et notamment le désenclavement de la pointe bretonne. Elle milite pour la lutte contre l’étalement urbain et la revitalisation des centres-villes et centres bourgs, comme vice-présidente de l’Établissement public foncier de Bretagne, de 2010 à 2015, et au niveau local. Elle prône la maîtrise de la dépense publique y compris au niveau local.
Conseillère municipale et conseillère métropolitaine de Brest métropole depuis 2014, Bernadette Malgorn préside le principal groupe d'opposition à la mairie de Brest : le Rassemblement pour Brest.  
Bernadette Malgorn est candidate aux élections municipales de 2014 et 2020 à Brest.

### Élections régionales (Bretagne)
Le 21 mars 2010, la liste qu’elle menait est distancée par celle menée par Jean-Yves Le Drian : elle obtient 32,36 % des suffrages contre 50,27 % à la liste PS et 17,37 % pour la liste Europe Écologie menée par Guy Hascoët. Tête de liste dans le Finistère, Bernadette Malgorn est élue conseillère régionale de Bretagne.
Pour les élections régionales de 2015, Bernadette Malgorn ne se représente pas. Le député Marc Le Fur prend la tête de liste régionale UMP.

### Élections départementales (Finistère)
Candidate au conseil départemental du Finistère en 2015, sur le Canton de Brest-2, elle est battue de peu au deuxième tour obtenant 48,25 % des voix.

### Élections municipales (Brest)
Le 21 juin 2013, elle déclare être candidate aux élections municipales de 2014 à Brest.
Lors du second tour des élections municipales du 30 mars 2014, la liste de Bernadette Malgorn obtient 47,28 % des suffrages face à la liste de François Cuillandre qui obtient 52,71 %.
Elle conduit la liste de la droite aux élections municipales de 2020 à Brest, terminant en deuxième position après celle de la municipalité sortante.

## Décorations
- Commandeur de la Légion d'honneur (2024)[37], Officier (2008).
- Commandeur de l'ordre national du Mérite (par décret du 14 novembre 2005 et officier par décret du 26 août 2000)
- Officière de l'ordre des Palmes académiques (18 octobre 2004)
- Officier de l'ordre du Mérite agricole (25 janvier 1993)
- Chevalier de l'ordre du Mérite maritime (janvier 2006)[38]
- Médaille de l'administration territoriale de l'État, échelon or avec agrafe « Administration centrale » (2025)[39]

## Publications
- «1973 : La population d'Ouessant au XVIIIe siècle : étude démographique[40]. »
- « Ordre public et pouvoirs territoriaux », in Association française de philosophie du droit, 2015.
- « Philippe Séguin : sous l’homme politique, le magistrat financier » in Philippe Séguin à la Cour de comptes, Comité d’histoire de la Cour des comptes, 2012[41].
- « Dix ans de programme de rénovation urbaine : Bilan et perspectives »ONZUS, le 4 Mars 2013[42].
- « Quelle Bretagne dans un monde ouvert ? » in Association bretonne, 2015[43].
- « L’action publique dans la ruralité », in Les cahiers de la fonction publique, 2014
- « Des circonstances de 2010 aux nécessités d’un monde numérique » et « Pour une régulation nationale globale et indépendante »  in Régulation et jeux d’argent et de hasard, Actes du colloque des 17 et 18 octobre 2016.
- « Le préfet de région » in Dictionnaire encyclopédique de la décentralisation, Berger-Levrault, 2017[44].
- « Territoire et territoires : vue de l’intérieur et d’ailleurs » in Administration, 2018[45].
- « Le régalien et la mer » in Politiques et management public 36/4, Décembre 2019.
- « Philippe Séguin, un intellectuel en politique », colloque Faculté de droit de Rennes, mars 2019. (à paraître)
- « La loi organique relative aux lois de finances (LOLF) et la déconcentration ». Revue française d'administration publique, no117(1), 113-115. doi:10.3917/rfap.117.0113[46].
- « Le budget 2006 en régime LOLF », Revue Française de Finances Publiques, septembre 2005 No 91[47]
- « Euro: Séguin avait tout dit », Causeur.fr, 7 janvier 2005[48].
- « Toutes les banlieues sensibles ne sont pas des ghettos » Causeur.fr, 3 février 2015[49].
- "Pandémie & Démocratie : Que demande le peuple ?" Novembre 2020[50]